# Souvignier gris
Souvignier gris ist eine pilzwiderstandsfähige Weißweinsorte. Die Sorte wurde 1983 am Staatlichen Weinbauinstitut Freiburg neu gezüchtet und ist sehr widerstandsfähig gegen die Pilzkrankheiten Peronospora, Oidium und Botrytis. Diese Eigenschaften ermöglichen auch in niederschlagsreicheren Weinbaugebieten, die Anzahl von Pflanzenschutzmaßnahmen zu reduzieren.

## Herkunft, Abstammung
Abstammung: Kreuzung von Seyval Blanc x Zähringer.
Die Sorte wurde im Jahr 1983 von Norbert Becker am Staatlichen Weinbauinstitut Freiburg gezüchtet. Als Elternsorten wurden ursprünglich Cabernet Sauvignon (Mutter) und Bronner (Vater) angenommen. Eine im Jahr 2019 vom Staatlichen Weinbauinstitut Freiburg in Auftrag gegebene Genomanalyse hat aber eindeutig gezeigt, dass es sich bei der Muttersorte um Seyval Blanc und beim Vater um die Sorte Zähringer handelt.

## Verbreitung
In Deutschland wurde 2020 eine Fläche von 91 Hektar ausgewiesen. In Österreich wurde 2020 eine Fläche von 31 ha erfasst. In der Schweiz betrug die Anbaufläche 2020 19 ha.
Souvignier gris erreichte 2023 mit einem Zuwachs von 183 Hektar die zweitgrößte Flächenerweiterung der in Deutschland kultivierten Sorten. Mit 388 Hektar Rebfläche hat Souvignier Gris damit die bis dahin wichtigste neue Sorte Cabernet Blanc abgelöst.

## Ampelografische Merkmale
- Die Triebspitze ist stark weißwollig behaart mit schwacher Anthozyanfärbung.[6]
- Der Triebwuchs ist mittelstark.
- Das Blatt ist rund mit 3–5 Lappen, ist aber nur seichte eingebuchtet mit V-Profil. Die Stielbucht ist offen bis wenig offen mit klammerförmiger Basis. Die Blattunterseite ist schwach behaart.
- Die Traube ist mittelgroß bis groß, meist geschultert mit Beitraube; lockerbeerig, Beeren sind rot mit dicker Beerenschale und besitzen ein sehr fleischiges Fruchtfleisch.

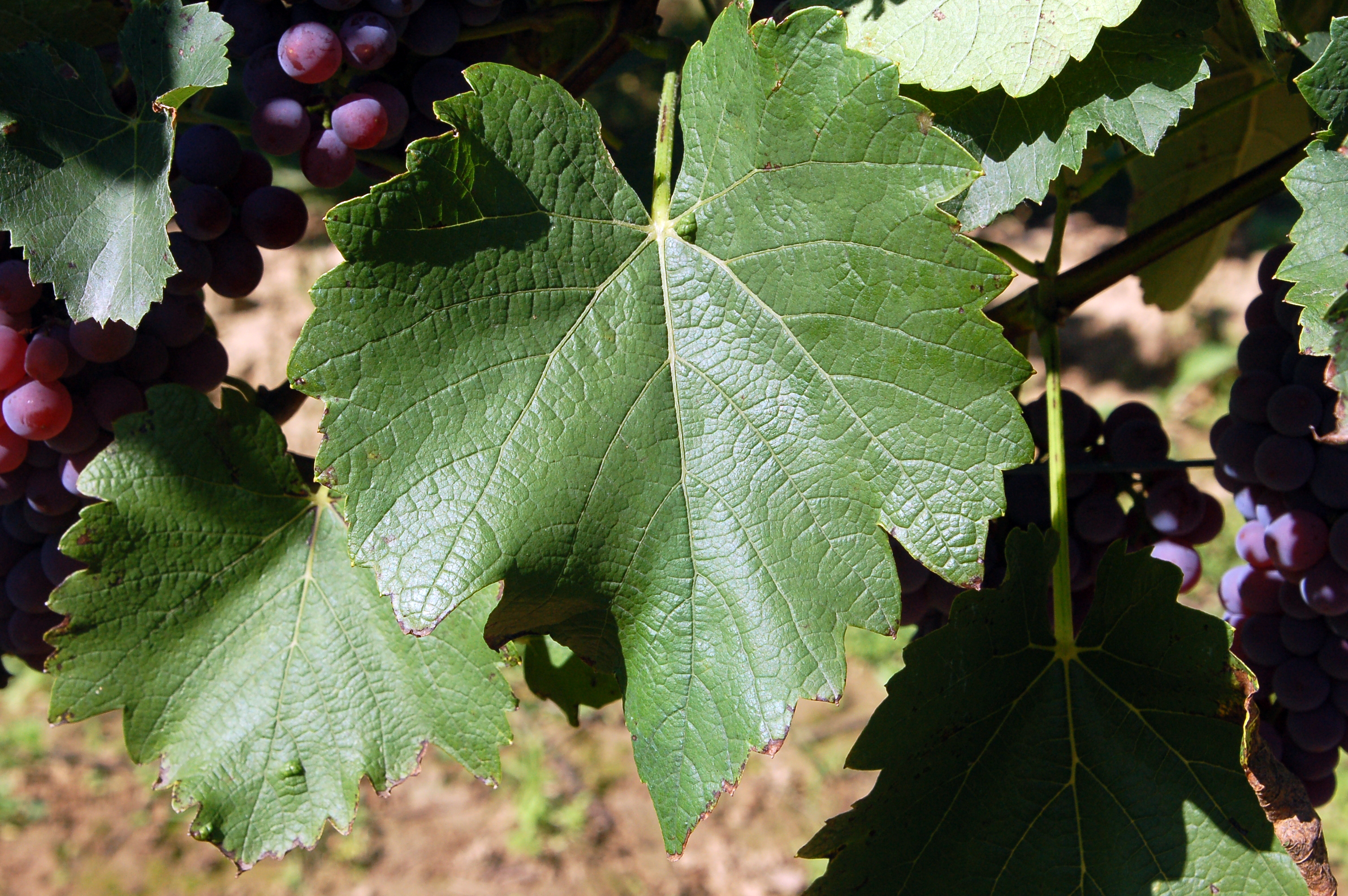
Rebblatt mit sortentypischen Merkmalen

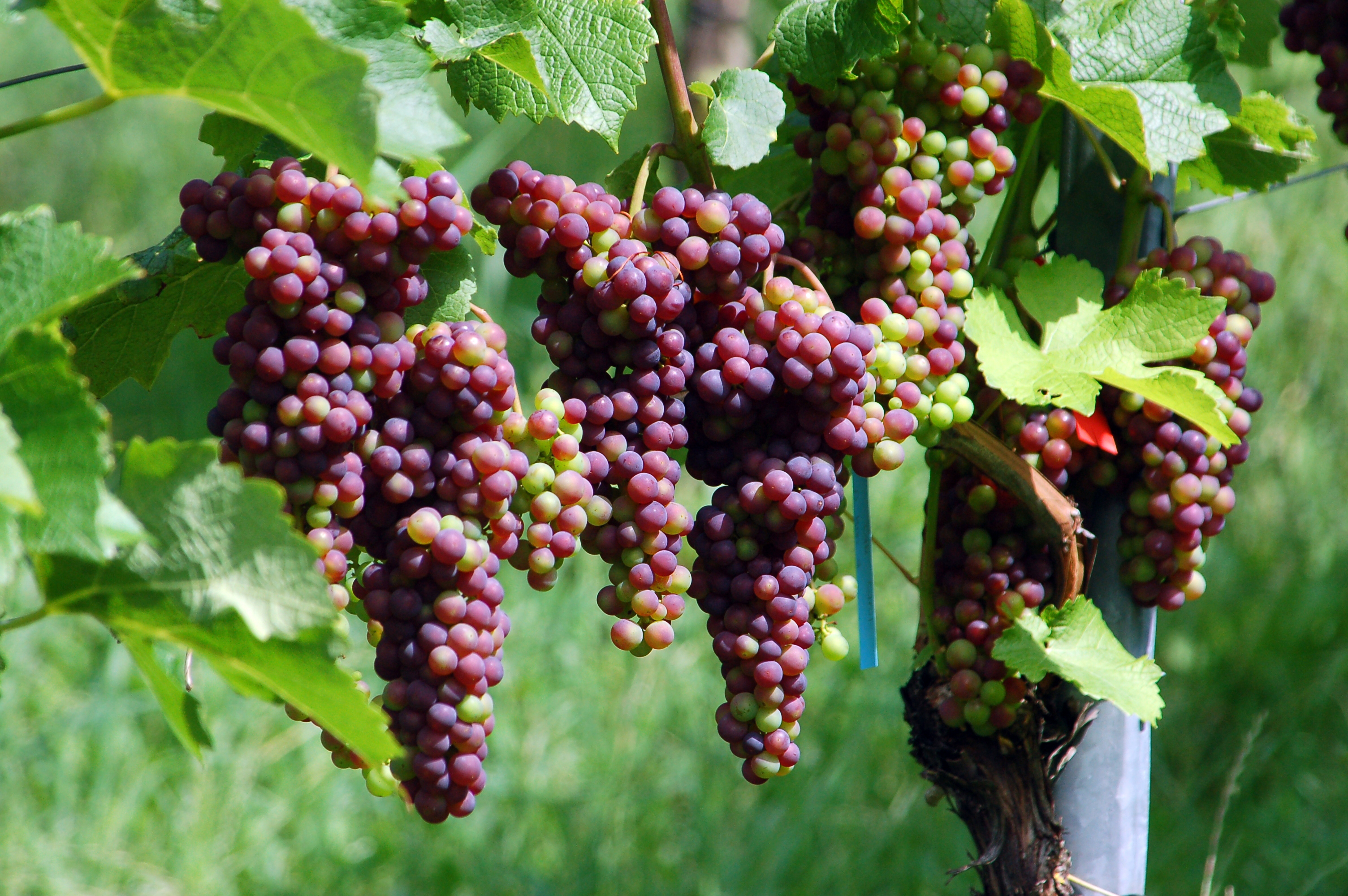
Trauben mit einsetzender Färbung zum Reifebeginn

## Eigenschaften
Souvignier Gris hat eine hohe Widerstandsfähigkeit gegen den Echten und Falschen Mehltau sowie gegen Botrytis. Bekannte Resistenzloci sind Rpv 3.2 gegen den Falschen Mehltau und Ren3/9 gegen den Echten Mehltau. Darüber hinaus reduzieren der sehr aufrechte Wuchs, die lockere Laubwand und die feste Beerenhaut der Sorte auch in niederschlagsreicheren Gebieten die Gefahr eines Befalls mit Pilzkrankheiten. Nachteilig sind eine uneinheitliche, breite Traubenzone und eine hohe Zahl an Geiztrauben.
Die Sorte ist fruchtbar, so dass es je nach Produktionsziel einer Traubenausdünnung bedarf. Die Reife ist mittelspät.

## Wein
Souvignier Gris kann als neutraler, kräftig-stoffiger, saftiger Weintyp bis hin zu ausgeprägt fruchtigen, thiolgeprägten Weinen mit stabiler Säure ausgebaut werden.